# Trans-Oeral
Trans-Oeral (Russisch: Заура́лье, Zaoeralje) is het grondgebied van Rusland ten oosten van het Oeralgebergte, ofwel het gebied dat direct grenst aan de oostelijke helling van de Oeral in de stroomgebieden van de rivieren Tobol en Ob en het aansluitende deel van het West-Siberisch Laagland. Het is gelegen op het grondgebied van de Russische oblasten Koergan, Tjoemen, Tsjeljabinsk en Sverdlovsk.
Trans-Oeral maakt deel uit van de Voor-Oeral. Conventioneel worden Noord-, Midden- en Zuid-Trans-Oeral onderscheiden. De grens tussen de zuidelijke en noordelijke Trans-Oeral wordt getrokken langs de rivier de Iset. 

## Oorsprong van de term
De term "Trans-Oeral" begon te worden gebruikt vanaf de eerste helft van de 19e eeuw, en duidde aanvankelijk de oostelijke landbouwdistricten van het gouvernement Perm aan (Sjadrinski, Kamysjlovski en andere oejezden). De term werd destijds echter niet veel gebruikt. 
Pas in de tweede helft van de 20e eeuw werd "Trans-Oeral" toegeëigend door de oblast Koergan, die in 1943 ontstond. De officiële krant van de regionale en stedelijke comités van de CPSU en de regionale en gemeentelijke raden van arbeidersafgevaardigden, de "Rode Koergan", werd omgedoopt tot "Sovjet Trans-Oeral". 
Aan het begin van de jaren vijftig en zestig van de 20e eeuw introduceerde de historicus Aleksej Kondrasjenkov de term "Trans-Oeral" in wetenschappelijke historische werken.